# 白點褐蜆蝶
白點褐蜆蝶（學名：Abisara burnii），又名 阿里山小灰蛺蝶、阿里山小灰挾蝶、茶褐蜆蝶、淡點赭褐蜆蝶、白點蜆蝶。

## 描述
本種為中型蜆蝶，雌雄外觀差異不明顯。體背暗褐，腹面白。雄蝶頭頂與額褐色帶白邊，複眼具短毛，觸角細長、黑褐色、有白環，下唇鬚前伸，前兩節粗壯白色，末節細小黑褐。胸背覆黑褐毛，腹面白；腹部背褐、腹白。足背褐、腹白，前足跗節退化、有白褐毛；雌蝶則具分節。
前翅長21-26 mm，呈三角形，前緣略弧；後翅扇形，外緣波狀。翅背面多為土黃至暗紅褐色，沿外緣有橙褐色細帶與白線，中央有白點列，後翅M1與M2室末端具橙邊黑斑，形似子彈。翅腹面底色較淡，白紋較明顯，前翅外側亦見白點直列，後翅各室外端多具灰色弦月或拱門形細紋。緣毛褐色。

## 分佈
世界分布於印度東北部、中南半島、華西至華東及臺灣。  臺灣主要見於本島低至中海拔山區。

## 棲地
棲息於常綠闊葉林底層、林緣及溪流附近，一年繁殖多代，成蝶飛行活潑，幼蟲以報春花科賽山椒的葉片為食。

## 亞種
- Abisara burnii burnii (阿薩姆邦)
- Abisara burnii timaeus (Fruhstorfer, 1904) (中南半島北部)
- Abisara burnii assus Fruhstorfer, 1914 (華南地區)
- Abisara burnii etymander (Fruhstorfer, 1908) (台灣)